# Cerkev sv. Janeza Krstnika, Mirna
Cerkev sv. Janeza Krstnika na Mirni na Dolenjskem, župnijska cerkev Župnije Mirna, nosi patronat Janeza Krstnika in je včasih služila kot vikariatna cerkev. Je gotska enoladijska stavba, katere ladja datira v 1498, kar dokazuje letnica na portalu cerkve, prezbiterij pa naj bi bil po nekem zgodovinskem podatku v zidavi že leta 1463. 
Cerkev je umetnostno zanimiva predvsem zaradi fresk v prezbiteriju tipa kranjski prezbiterij, ki so delo Mojstra Bolfganga in njegovega kroga ter spadajo v čas od leta 1465 do leta 1470.

## Obok t. i. kranjskega prezbiterija
Poslikava, ki je prvotno obsegala prezbiterij ter se je včasih razprostirala po celotnem prostoru, je danes ohranjena samo še na oboku, deloma kot slikarsko okrasje okenskih ostenj s prostostoječimi svetnicami pod naslikanimi baldahini ter na podločnem polju severovzhodne sklepne stranice, kjer je prikazan prizor iz življenja zavetnika cerkve - Sv. Janeza Krstnika peljejo na morišče.
Obočna poslikava v sredini je eden najlepših primerkov ikonografske dispozicije z imenom kranjski prezbiterij; ta vrsta se je razvijala v osrednji Sloveniji skozi 15. stoletje.
Osnovno jedro tvori motiv Kristusa v slavi s simboli Evangelistov in prostostoječimi cerkvenimi očeti ter pokriva vzhodno polovico cerkvenega oboka., na zahodni polovici pa je razširjeno z Materjo Božjo z detetom v naročju, ki stoji na polmesecu ter jo spremljajo štiri device (Marjeta, Barbara, Doroteja in Katarina). Tu so tudi angeli z orodji trpljenja - arma Christi, osnovno zamisel t. i. kranjskega prezbiterija, tj. Nebeški Jeruzalem pa doppolnjujejo muzicirajoči angeli z glasbili, razporejeni po obočnih polah nad stenami v smislu angelskega kora oz nebeške liturgije.
Likovna celota oboka kaže vse značilnosti poznega sloga Mojstra Bolfganga; to so elegantne svetniške postave s precioznimi držami ter prefinjeno nagubanimi oblačili; liki so lepotno idealizirani, njihova draperija obleke pa je sodobno oblikovana pod vplivom grafičnih listov Mojstra E. S., tako je npr. Sveti Hieronim prenovljena kopija Svetega Filipa, ki ga najdemo na veliki apostolski seriji Mojstra E. S. 
Gledano v celoti, pomeni ta poslikava mirenskega oboka zenit te lepotno uglašene napredne smeri osrednjeslovenskega gotskega slikarstva, katere utemeljitelj je ravno Mojster Bolfgang. Nedvomno je poslikava nastala v neposredni povezavi z gradnjo prezbiterija samega okoli 1463, in je zaenkrat zadnje znano delo Mojstra Bolfganga, preden se je osamosvojil njegov sodelavec in neposredni naslednik, ki so ga poimenovali Maški Mojster po poslikavi cerkve v Mačah pri Preddvoru, ki se datira v leto 1467.

## Freske
- Kristus v mandorli
- Mati Božja z detetom v mandorli
- Marija v mandorli s svetnicami
- Kristus v madorli, obkrožen s svetniki ter simboli štirih Evangelistov
- Detajl s sv. Katarino
- Detajl s sv. Marjeto
- Detajl s sv. Barbaro
- Detajl s sv. Dorotejo
- Angel s trobento
- Marija v mandorli  s svetnicami